# 谢尔登·格拉肖
谢尔登·李·格拉肖（英語：Sheldon Lee Glashow，1932年12月5日—），生于马萨诸塞州布鲁克莱恩，美国物理学家，1979年获诺贝尔物理学奖。

## 生平
1961年，格拉肖引入了短程的中性流（Z0粒子），推广了由施温格提出的电弱理论。这个理论的结构为SU(2) × U(1)，是现在的电弱理论的基础。凭借这个发现，格拉肖和
史蒂文·温伯格和阿卜杜勒·萨拉姆分享了1979年的诺贝尔物理学奖。
在与詹姆斯·比约肯合作期间，格拉肖在1964年首先提出了粲夸克。1970年他与李爾普羅斯和盧西恩·梅安尼提出了GIM机制，通过引入粲夸克来解释实验上FCNC过程的压低，并且解决了理论上由于夸克数与轻子数不相等造成的不可重整的问题。1974年粲夸克被发现，证实了这一机制。
1974年，格拉肖和哈沃德·喬吉提出了第一个大统一理论。他们发现了把标准模型中所有的规范作用力统一到SU(5)群的方法，并且能够在合理的假设下定量给出耦合常数跑动的一般模式。这个理论同时还预言了质子的衰变，认为质子的寿命大约为1030年，而超级神冈探测器得到的质子寿命的下限为1031~1032年，所以这个理论已经被排除了。但是一些理论家修改了这个模型，使得质子的寿命更长。尽管如此，这个模型是第一个大统一理论，它是后来的大统一工作的基础。

## 超弦理论
格拉肖是超弦理论的怀疑者，因为其不能提供实验可检验的预言。他曾经试图阻止超弦理论家进入哈佛物理系，但是哈佛大學还是接受了超弦理论，于是他选择了离开。在約十分钟《弦论这件事》（《优雅的宇宙》第二部分）的采访中，他认为超弦是一门与物理没有关系的学科，并且说：“...你可以把它称为肿瘤...”。